# هيكتور أريجو
هيكتور أريجو (بالإسبانية: Héctor Arrigo)‏ هو لاعب كرة قدم أرجنتيني في مركز الهجوم، ولد في 24 يناير 1986 في قرطبة في الأرجنتين. لعب مع خاخواريس دي كوردوبا.

## وصلات خارجية
- هيكتور أريجو على موقع قاعدة بيانات كرة القدم.إي يو (الإنجليزية)
- هيكتور أريجو على موقع Soccerway.com (الإنجليزية)
- هيكتور أريجو على موقع عالم كرة القدم.نت (الإنجليزية)
- هيكتور أريجو على موقع AS.com (الإسبانية)